# Steriphoma urbanii
Steriphoma urbanii là một loài thực vật có hoa trong họ Capparaceae. Loài này được Eggers miêu tả khoa học đầu tiên năm 1898.